# Palazzo Mandosi Mignanelli

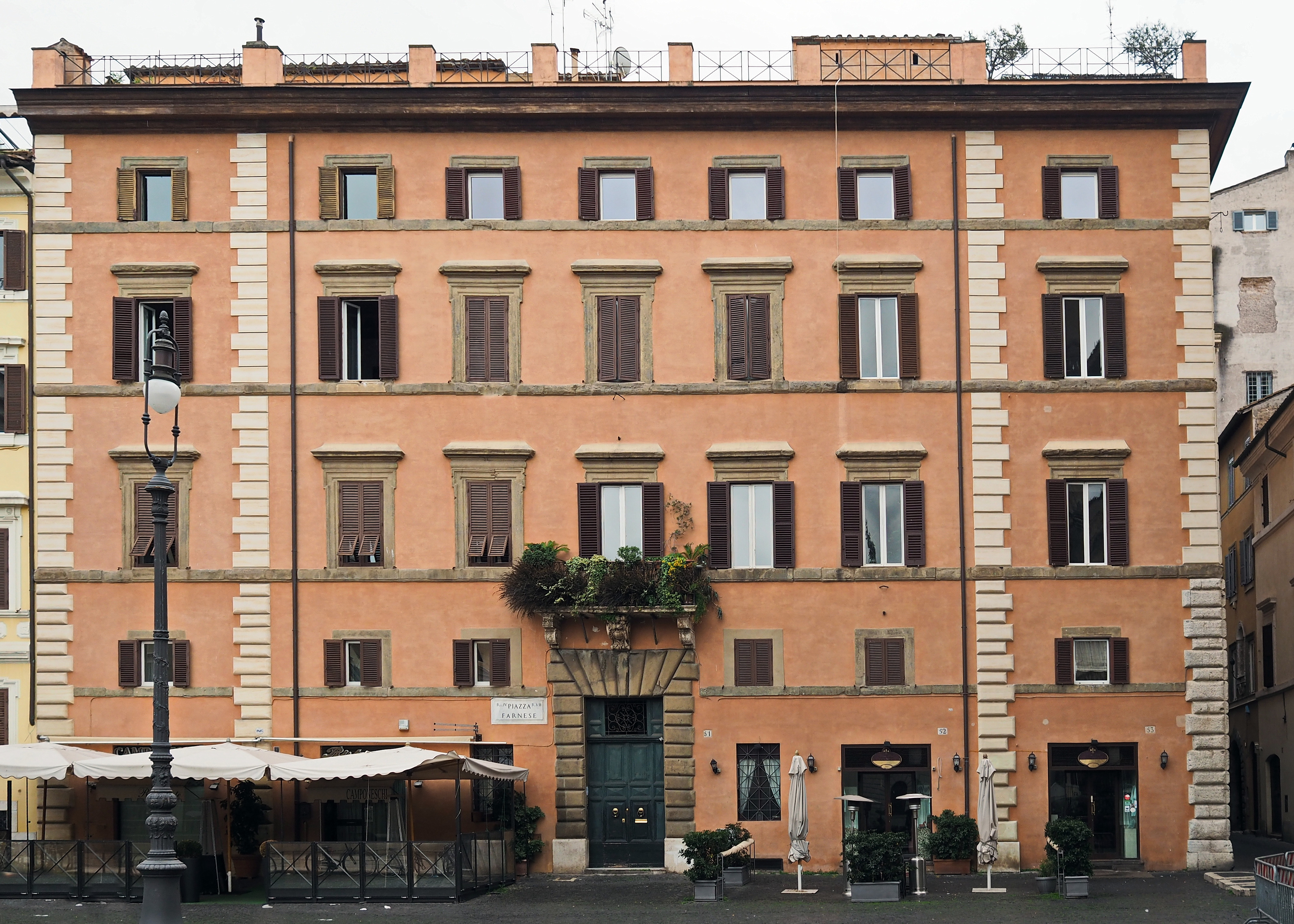
Fachada do palácio.

Palazzo Mandosi Mignanelli é um palácio localizado na Piazza Farnese, no rione Regola de Roma, na esquina do Vicolo dei Venti.

## História
Este palácio foi construído no século XVII para uma família da nobreza menor de Roma e, já em tempos modernos, seu apartamento de cobertura foi uma prisão. Cesare Previti, um político italiano sentenciado à prisão por subornar juízes graças a leis aprovados por Silvio Berlusconi, cumpriu sua pena ali, gozando da vista de uma das mais belas praças de Roma. 